# Canton de La Mure
Le canton de La Mure est une ancienne division administrative française située dans le département de l'Isère et la région Rhône-Alpes.
La Mure est désormais le bureau centralisateur du nouveau canton de Matheysine-Trièves.

## Géographie
Ce canton était organisé autour de La Mure dans l'arrondissement de Grenoble. Son altitude variait de 362 m (Monteynard) à 2 384 m (Saint-Honoré), pour une altitude moyenne de 862 m.
Géologiquement, le canton de La Mure est caractérisé par un terrain houiller, représenté par les grès à anthracite, avec une épaisseur de 300 m environ.

## Histoire
- De 1833 à 1848, les cantons de La Mure, de Corps et de Valbonnais (ex-Entraigues) avaient le même conseiller général[2].

## Représentation

### Conseillers généraux de 1833 à 2015
| Période                                  | Période          | Identité                          | Étiquette           | Qualité |
| ---------------------------------------- | ---------------- | --------------------------------- | ------------------- | --- |
| 1833                                     | 1834 (décès)     | Victor Faure                      |                     | Juge de paix à Grenoble Propriétaire à La Mure |
| 1834                                     | 1836             | Jean-François Lesbros (1799-1868) |                     | Notaire, Conseiller de préfecture Maire de La Mure, conseiller d'arrondissement |
| 1836                                     | 1848             | Henri François Giroud (1799-1879) |                     | Concessionnaire de mines à La Mure Receveur général des Basses-Pyrénées puis de l'Isère |
| 1848                                     | 1852             | Eugène Reynier                    | Républicain         | Notaire à La Mure |
| 1852                                     | 1861             | Victor Désiré Arnaud              |                     | Ancien notaire à La Mure |
| 1861                                     | 1871             | Louis Reymond                     |                     | Maire de La Mure |
| 1871                                     | 1874             | Eugène Reynier                    | Républicain         | Notaire à La Mure |
| 1874                                     | 1883             | Louis Guillot                     | Républicain         | Propriétaire à La Mure Avocat - Député (1878-1889) |
| 1883                                     | 1887 (démission) | Eugène Dufour                     | Républicain         | Médecin-chef de l'asile de Saint-Robert |
| 1887                                     | 1895             | Romain Tagnard                    | Rad.                | Médecin, maire de La Mure (1875-1877, 1882-1884) |
| 1895                                     | 1913             | Alfred Chion-Ducollet             | Républicain Radical | Notaire - Maire de La Mure (1886-1912) Député (1906-1910) |
| 1913                                     | 1919             | Louis-Adrien Second               | Droite              | Rentier Maire de La Mure |
| 1919                                     | 1940             | Victor Ricard                     | SFIO                | Médecin Maire de La Motte-d'Aveillans puis de La Mure (1925-1942 et 1954-1956) |
|                                          |                  |                                   |                     | |
| 1943                                     | 1945             | Léopold Poncet (1891-1978)        | ?                   | Maire de La Motte-d'Aveillans Nommé conseiller départemental en 1943 |
|                                          |                  |                                   |                     | |
| 1945                                     | 1953 (décès)     | Pétrus Richaud                    | Rad.                | Maire de La Mure |
| 1953                                     | 1967             | André Gauthier                    | Rad.                | Agriculteur à Marcieu - Membre du Conseil Economique Député (1958-1967) |
| 1967                                     | 1979             | Louis Mauberret                   | PCF                 | Ouvrier mineur Président du conseil d’administration des Houillères du Dauphiné Maire de La Mure (1971-1977)                                                                                         |
| 1979                                     | 1985             | Georges Maugiron                  | PCF                 | Mineur Maire de Susville (1965-1985) |
| 1985                                     | 1998             | Claude Péquignot                  | DVD                 | Enseignant Maire de La Mure (1980-2001), conseiller régional |
| 1998                                     | 2015             | Charles Galvin                    | PS                  | Agriculteur Ancien conseiller municipal de La Mure Conseiller général délégué à l'Isère numérique, la filière bois et l'économie rurale et montagnarde Suppléant du député Didier Migaud (1988-2007) |
| Les données manquantes sont à compléter. |                  |                                   |                     | |

### Conseillers d'arrondissement (de 1833 à 1940)
| Période                                  | Période          | Identité                          | Étiquette   | Qualité |
| ---------------------------------------- | ---------------- | --------------------------------- | ----------- | --- |
| 1833                                     | 1834             | Jean François Lesbros (1799-1866) |             | Notaire, conseiller de préfecture, maire de La Mure                                                         |
|                                          |                  |                                   |             | |
| 1892                                     | 1893 (démission) | Ernest Dumolard                   | Républicain | Maire de Notre-Dame-de-Vaulx                                                                                |
|                                          |                  |                                   |             | |
|                                          | 1922             | M. Raffin                         |             | |
| 1922                                     | 1940             | Prosper Magnat (1889-1963)        | SFIO        | Commis de trésorerie, maire de La Motte-Saint-Martin                                                        |
| 1940                                     |                  |                                   |             | Les conseils d'arrondissement ont été suspendus par la loi du 12 octobre 1940 et n'ont jamais été réactivés |
| Les données manquantes sont à compléter. |                  |                                   |             | |

## Composition
Le canton de La Mure groupait dix-neuf communes.
| Nom                      | Code Insee | Intercommunalité    | Superficie (km2) | Population (dernière pop. légale) | Densité (hab./km2) |
| ------------------------ | ---------- | ------------------- | ---------------- | --------------------------------- | ------------------ |
| La Mure (chef-lieu)      | 38269      | CC de la Matheysine | 8,33             | 5 016 (2014)                      | 602                |
| Cholonge                 | 38106      | CC de la Matheysine | 8,92             | 326 (2014)                        | 37                 |
| Cognet                   | 38116      | CC de la Matheysine | 1,80             | 46 (2014)                         | 26                 |
| Marcieu                  | 38217      | CC de la Matheysine | 11,97            | 76 (2014)                         | 6,3                |
| Mayres-Savel             | 38224      | CC de la Matheysine | 12,51            | 130 (2014)                        | 10                 |
| Monteynard               | 38254      | CC de la Matheysine | 10,72            | 503 (2014)                        | 47                 |
| La Motte-d'Aveillans     | 38265      | CC de la Matheysine | 9,78             | 1 772 (2014)                      | 181                |
| La Motte-Saint-Martin    | 38266      | CC de la Matheysine | 14,64            | 424 (2014)                        | 29                 |
| Nantes-en-Ratier         | 38273      | CC de la Matheysine | 12,13            | 471 (2014)                        | 39                 |
| Notre-Dame-de-Vaulx      | 38280      | CC de la Matheysine | 7,88             | 519 (2014)                        | 66                 |
| Pierre-Châtel            | 38304      | CC de la Matheysine | 11,48            | 1 508 (2014)                      | 131                |
| Ponsonnas                | 38313      | CC de la Matheysine | 2,90             | 274 (2014)                        | 94                 |
| Prunières                | 38326      | CC de la Matheysine | 8,20             | 369 (2014)                        | 45                 |
| Saint-Arey               | 38361      | CC de la Matheysine | 6,67             | 84 (2014)                         | 13                 |
| Saint-Honoré             | 38396      | CC de la Matheysine | 14,58            | 803 (2014)                        | 55                 |
| Saint-Théoffrey          | 38462      | CC de la Matheysine | 5,75             | 471 (2014)                        | 82                 |
| Sousville                | 38497      | CC de la Matheysine | 2,93             | 140 (2014)                        | 48                 |
| Susville                 | 38499      | CC de la Matheysine | 9,91             | 1 333 (2014)                      | 135                |
| Villard-Saint-Christophe | 38552      | CC de la Matheysine | 14,22            | 410 (2014)                        | 29                 |

## Démographie
| 1962   | 1968   | 1975   | 1982   | 1990   | 1999   | 2006   | 2011   | 2012   |
| ------ | ------ | ------ | ------ | ------ | ------ | ------ | ------ | ------ |
| 16 131 | 14 843 | 12 347 | 13 147 | 13 386 | 13 567 | 14 289 | 14 627 | 14 667 |

## Redécoupage des cantons de l'Isère en 2015
D'après la nouvelle carte des cantons de l'Isère présentée par le préfet Richard Samuel et, votée par l'Assemblée départementale de l'Isère, le 23 novembre 2013, les 19 communes du canton de La Mure seront rattachées au nouveau canton de Matheysine-Trièves (La Mure).